# Saint-Quentin-le-Verger
Saint-Quentin-le-Verger település Franciaországban, Marne megyében. Lakosainak száma 112 fő (2022. január 1.). Saint-Quentin-le-Verger Villeneuve-Saint-Vistre-et-Villevotte, Allemanche-Launay-et-Soyer, Barbonne-Fayel, Baudement, Fontaine-Denis-Nuisy és Saron-sur-Aube községekkel határos.

## Népesség
A település népessége az elmúlt években az alábbi módon változott:
| Lakosok száma | 163  | 113  | 114  | 129  | 117  | 120  | 121  | 119  | 117  | 112  |
|               | 1968 | 1982 | 1990 | 2006 | 2013 | 2015 | 2017 | 2019 | 2020 | 2022 |